# 940 (szám)
A 940 (római számmal: CMXL) egy természetes szám.

## A szám a matematikában
A tízes számrendszerbeli 940-es a kettes számrendszerben 1110101100, a nyolcas számrendszerben 1654, a tizenhatos számrendszerben 3AC alakban írható fel.
A 940 páros szám, összetett szám. Kanonikus alakban a 22 · 51 · 471 szorzattal, normálalakban a 9,4 · 102 szorzattal írható fel. Tizenkét osztója van a természetes számok halmazán, ezek növekvő sorrendben: 1, 2, 4, 5, 10, 20, 47, 94, 188, 235, 470 és 940.